# Courbe de l'oubli
 (décembre 2018).
Si vous disposez d'ouvrages ou d'articles de référence ou si vous connaissez des sites web de qualité traitant du thème abordé ici, merci de compléter l'article en donnant les références utiles à sa vérifiabilité et en les liant à la section « Notes et références ».
La courbe de l'oubli ou courbe d'oubli est une hypothèse sur le déclin de rétention de la mémoire dans le temps. Elle fut découverte par le philosophe et psychologue allemand Hermann Ebbinghaus.

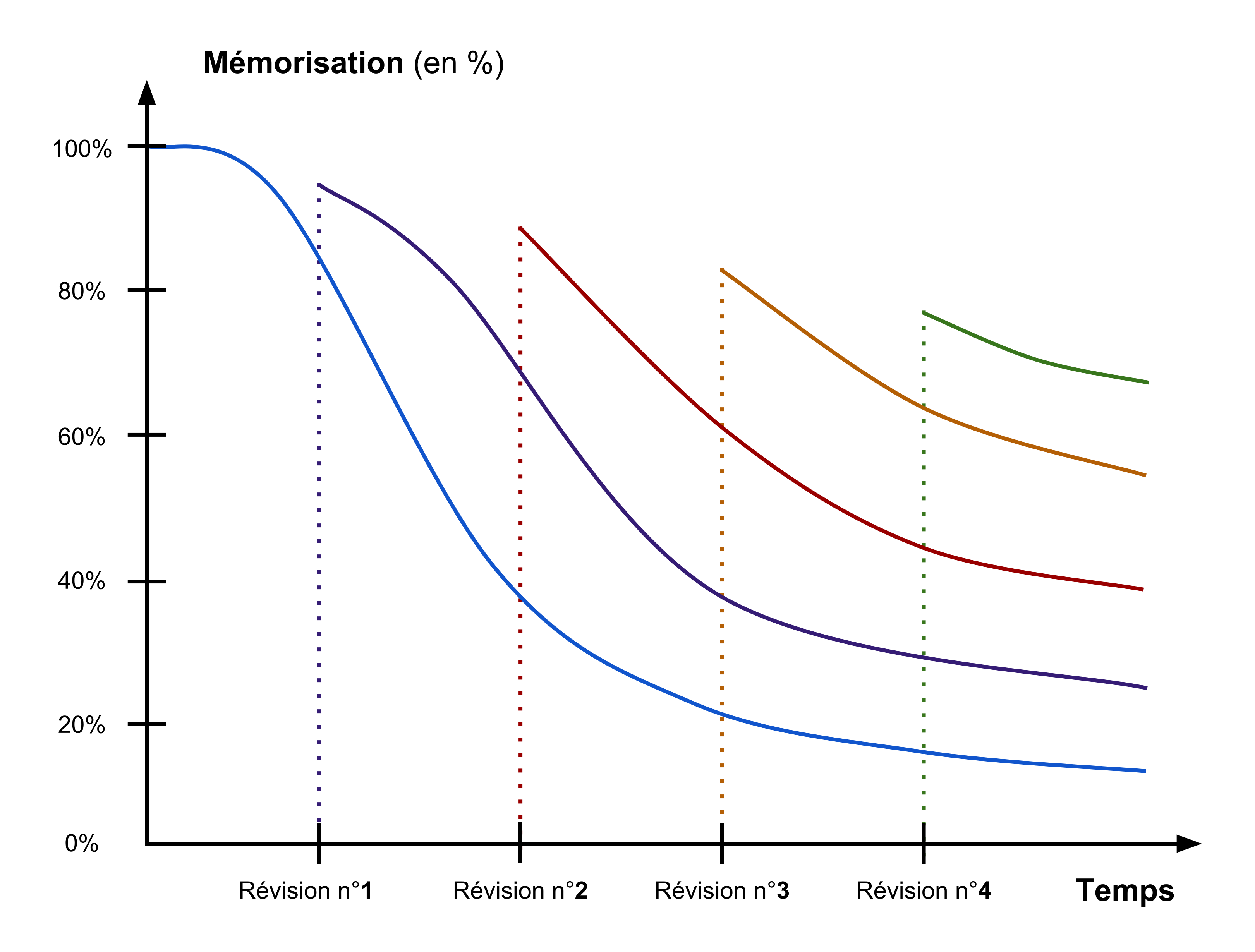

Cette courbe montre comment l'information est perdue au fil du temps quand le cerveau ne cherche pas à la conserver. Cette courbe est liée au concept de la force de la mémoire qui se réfère à la durabilité que la mémoire trace dans le cerveau. Plus la mémoire est forte plus une personne pourra s'en souvenir longtemps.
Un graphique typique de la courbe de l'oubli vise à montrer que les humains ont tendance à réduire de moitié leur mémoire de toutes nouvelles connaissances dans les jours ou semaines suivant leur acquisition, à moins qu'ils remémorisent consciemment cette nouvelle connaissance apprise.
La courbe de l'oubli soutient l'un des sept types de défaillances de la mémoire : l'éphémère, qui est le processus de l'oubli se produisant avec le passage du temps.

## Histoire
En 1885, le philosophe allemand et père de la psychologie expérimentale, Hermann Ebbinghaus, a extrapolé l'hypothèse de la nature exponentielle de l'oubli. La formule suivante peut à peu près le décrire :
{\displaystyle R=e^{-{\frac {t}{F}}}}
Là où {\displaystyle R} est la rétention mémorielle, {\displaystyle F} est relatif à la force de la mémoire, et {\displaystyle t} est le temps.
Hermann Ebbinghaus a lancé une étude incomplète et limitée sur lui-même et a publié son hypothèse en 1885 nommée Über das Gedächtnis (traduit en français par La mémoire : Une contribution à la psychologie expérimentale).
Ebbinghaus a étudié la mémorisation de syllabes dépourvues de sens, comme « IFD » et « ZOF », par lui-même, l'essai à plusieurs reprises après diverses périodes de temps puis enregistra les résultats.
Il a tracé ces résultats sur un graphique créant ce qui est maintenant connu comme la « courbe de l'oubli ». Cette courbe est aujourd'hui encore un concept utilisé, notamment dans le monde de la formation. 
Grâce à sa découverte de la courbe de l'oubli, Ebbinghaus découvre les effets du surapprentissage vers la fin des années 1890. Essentiellement, si vous avez exercé votre mémoire ou pratiqué une technique au-delà du seuil requis pour en maîtriser le contenu, vous pratiquez le surapprentissage.

## Description
Ebbinghaus a émis l'hypothèse que la vitesse de l'oubli dépend d'un certain nombre de facteurs tels la difficulté du matériau d'apprentissage (p. ex. en quoi cela a du sens), sa représentation et des facteurs physiologiques comme le stress ou le sommeil. Il est allé jusqu'à énoncer que le taux « fondamental » d'oubli diffère entre les individus. Il en conclut alors que cette différence de performance (p. ex. à l'école) peut être expliquée par les différentes compétences de représentation mnémonique.
En suivant ce raisonnement, il émit l'hypothèse qu'un entrainement fondamental aux techniques mnémoniques aide à surmonter cette différence de compétences entre les individus. Il énonça que les meilleures méthodes pour améliorer les capacités de mémorisation d'un individus sont :
1. Une meilleure représentation de la mémoire (c'est-à-dire des techniques mnémoniques) ;
2. Une répétition fondée sur un rappel actif (c'est-à-dire que les répétitions sont espacées dans le temps).

La prémisse dans la pensée d'Ebbinghaus fut que chaque répétition dans l'apprentissage augmente l’intervalle optimum entre deux répétitions. Pour une rétention quasi parfaite des connaissances, les répétitions initiales doivent se faire à quelques jours d'intervalle tandis que plus l'apprenant exerce de répétitions, plus il pourra les espacer, jusqu'à terme, avoir un intervalle d'une ou plusieurs années. La recherche énonça par la suite (et en dehors des deux facteurs de Ebbinghaus)  que plus l'apprentissage originel des connaissances est efficace et plus cela ralentit le processus d'oubli.
Ainsi, passer du temps chaque jour à se remémorer des informations et des connaissances, comme celles nécessaire à des examens, diminue drastiquement les effets de la courbe de l'oubli. Par exemple, relire la matière issue d'un apprentissage quelques heures après cet apprentissage est le temps optimal pour relire ses notes et réduire ainsi le montant des connaissances oubliées. Par ailleurs, certains souvenirs restent non concernés par les effets préjudiciables des interférences et ne suivent par forcément la courbe de l'oubli étant donné que certains sons ou d'autres facteurs externes influencent la façon dont l'information serait inscrite dans la mémoire.
Cependant, il existe un débat parmi les partisans de cette hypothèse sur la forme de la courbe des événements et des faits qui sont plus signifiants pour le sujet. Certains partisans, par exemple, suggèrent que les souvenirs d'un événement marquant comme l'assassinat du président Kennedy ou encore le 11 septembre 2001 sont « vivement imprimés » dans la mémoire (souvenirs flashes). D'autres ont comparé les souvenirs écrits contemporains avec des souvenirs enregistrés des années plus tard et ont trouvé de considérables variations étant donné que les sujets incorporent à leurs souvenirs des informations acquises par la suite. Il existe un pan de recherche considérable sur ce sujet puisque celle-ci est liée notamment à l'étude des témoignages lors d'une identification criminelle. Il est aussi important de noter que les témoignages dans ce cadre sont douteux.